# Evropský zákoník sociálního zabezpečení
Evropský zákoník sociálního zabezpečení (European Code of Social Security) je významným dokumentem Rady Evropy. Zavádí minimální standardy sociálního zabezpečení a garantuje tak jistou úroveň sociální ochrany ze strany státu. Vyšší standardy pak představuje Protokol k Zákoníku, o jehož realizaci by měly jednotlivé státy usilovat. Zákoník byl spolu s Protokolem podepsán 16. dubna 1964 ve Štrasburku a vstoupil v platnost 17. března 1968. Dosud ho ratifikovalo 21 států. Česká republika tak učinila 8. září 2000, a to v celém rozsahu s výjimkou Části VI.

Vlajka Rady Evropy

## Historie
Jedním z hlavních témat prvního setkání Parlamentního shromáždění Rady Evropy (1949) bylo zajištění přiměřeného životního standardu pro obyvatele Evropy, kteří přežili druhou světovou válku. Sociální zabezpečení mělo být jedním z prostředků k dosažení tohoto cíle. Na základě Doporučení č. 28 (1950) byl ustaven Výbor expertů pro otázky sociálního zabezpečení, jenž začal na Zákoníku pracovat.
Během jeho příprav přijala v roce 1952 Mezinárodní organizace práce Úmluvu č. 102 o minimálních standardech sociálního zabezpečení. Výbor ministrů Rady Evropy rozhodl, že Úmluva bude sloužit jako model pro zpracování Zákoníku. Výboru byl zároveň zadán úkol zpracovat dodatkový Protokol, který by stanovil vyšší standardy než Zákoník, a sloužil tak jako cíl, ke kterému budou členské státy v oblasti sociálního zabezpečení směřovat.

## Obsah Zákoníku
Zákoník se skládá ze 14 částí, jež se obsahově shodují s Úmluvou č. 102 Mezinárodní organizace práce. Lze je tematicky rozdělit do následujících pěti oddílů:

### Obecná a závěrečná ustanovení (Část I a XIV)
Obecná ustanovení definují základní pojmy a upravují způsob naplňování Zákoníku. Státy musí přijmout alespoň šest z Částí II–X, přičemž Část II se počítá za dvě a Část V za tři části. Závěrečná ustanovení (Část XIV) popisují postup při ratifikaci, přistoupení nečlenských států a změny v rozsahu platnosti Zákoníku.

### Jednotlivé sociální události a příslušné minimální sociální standardy (Část II–X)
Jednotlivé sociální události, jichž se týkají příslušné minimální sociální standardy, jsou následující:
- Část II – Zdravotní péče,
- Část III – Dávky v nemoci,
- Část IV – Dávky v nezaměstnanosti,
- Část V – Starobní důchod,
- Část VI – Dávky v případech zdravotních úrazů a nemocí z povolání,
- Část VII – Rodinné dávky,
- Část VIII – Dávky v mateřství,
- Část IX – Invalidní důchod,
- Část X – Dávky pozůstalých.

U jednotlivých sociálních událostí je vymezen jejich věcný rozsah (co vše se pod určitou událostí rozumí), kategorie chráněných osob (včetně minimálního procenta těchto kategorií, které musí být státem chráněno) a druhy dávek (periodicky vyplácené dávky většinou ve finanční podobě).

### Výpočet pravidelně se opakujících plateb (Část XI)
Zákoník nabízí tři různé modely výpočtu výše dávek: dávky závislé na výši příjmu, paušální dávky a dávky závislé na individuální finanční situaci.
- Článek 65: Dávky závislé na výši příjmu se procentuálně vypočítávají z průměrného příjmu, který žadatel pobíral v určitém časovém období před tím, než se ocitl v sociálně tíživé situaci.
- Článek 66: Paušální dávky jsou pro všechny příjemce stejné a jsou procentuálně vypočítávány z celkové mzdy nekvalifikovaného dělníka – muže. Jestliže se mzda v určitých oblastech výkonu práce liší, může být základ pro výpočet dávky v těchto oblastech různý nebo může být jako základ použita střední mzda.
- Článek 67: Poslední způsob výpočtu odvozuje výši dávek od individuální finanční situace příjemce. Sazba dávky se určí podle stanovené stupnice nebo ji určí příslušný veřejný orgán. Může být snížena, pokud rodinné příjmy přesáhnou určitou úroveň. Po snížení však musí úhrn dávky a ostatních příjmů postačit k zajištění zdravých a důstojných životních podmínek a nesmí být nižší než dávka vypočtená podle článku 66.

Všechny druhy dávek jsou vypláceny typickému příjemci dávky, jehož vymezení se liší u jednotlivých sociálních událostí. U nemoci, nezaměstnanosti, pracovní neschopnosti, úplné ztráty výdělečné schopnosti a invaliditě je typickým příjemcem dávky muž s manželkou a dvěma dětmi, u pozůstalosti vdova se dvěma dětmi. Zákoník v této oblasti pracuje výhradně s rodinným modelem, což neodpovídá současnému stavu společnosti, kdy se zvyšují počty jednočlenných domácností. Na tento vývoj reaguje Revidovaný zákoník sociálního zabezpečení.

### Společná ustanovení (Část XII)
Jsou zde upravena ustanovení, která se týkají částí II–X. Zákoník vymezuje, kdy může být výplata dávek zastavena (článek 68), popisuje právo na odvolání (článek 69), financování (článek 70) a administrativu sociálního zabezpečení (článek 71).

### Přechodná ustanovení (Část XIII)
Tato část upravuje časovou působnost Zákoníku (článek 72) a náležitosti kontroly ze strany Rady Evropy (článek 73–76).

## Protokol k Evropskému zákoníku sociálního zabezpečení
V preambuli Protokolu je jasně definován jeho cíl: dosáhnout vyšší úrovně sociálního zabezpečení než stanovuje Evropský zákoník sociálního zabezpečení. Protokol tak zvyšuje minimální standardy Zákoníku. Proces ratifikace dokončilo sedm států. Česká republika Protokol podepsala spolu s Evropským zákoníkem sociálního zabezpečení 10. února 2000, jeho ratifikaci však ještě nedokončila.
Dokument je rozdělen do čtyř oddílů:
- První oddíl: Jsou zde novelizovány některé části Zákoníku za účelem zvýšení standardů. Protokol například šířeji vymezuje kategorie chráněných osob (termín „dítě“ je definován tak, že zahrnuje větší počet osob), zvyšuje procento jedinců v kategoriích, jež je stát zavázán chránit (např. u invalidního důchodu) a v neposlední řadě zvyšuje procenta pro výpočet dávek (např. u nezaměstnanosti dochází ke zvýšení ze 40 % na 50 %).
- Druhý oddíl: Stanovuje, že žádný stát nemůže podepsat nebo ratifikovat Protokol, pokud předtím nepodepíše nebo neratifikuje Zákoník.
- Třetí a čtvrtý oddíl: Vysvětluje, kdy a jak vstoupí Protokol v platnost.

## Revidovaný zákoník Evropského sociálního zabezpečení
V prosinci 1973 došel Výbor expertů pro otázky sociálního zabezpečení k závěru, že Zákoník je vzhledem k vývoji národního i mezinárodního práva zastaralý. Tím začala mnohaletá práce na jeho revidované verzi, která byla podepsána Výborem ministrů Rady Evropy 6. prosince 1990. Podmínkou její platnosti je ratifikace alespoň dvěma státy. Dosud ji podepsalo 14 států, ratifikaci však dokončil pouze jediný (Nizozemsko). Revidovaný zákoník tedy zatím v platnost nevstoupil. Novelizace sleduje tři hlavní cíle:
Zvýšení minimálních standardů oproti Zákoníku a Protokolu
V této oblasti je vztah mezi Protokolem a novelizovaným Zákoníkem analogický jako mezi původním Zákoníkem a Protokolem. Dochází například k navýšení procent osob v jednotlivých kategoriích, jimž musí být garantováno sociální zabezpečení, dále ke zvýšení procent pro výpočet dávek a prodlužuje se také doba nároku na vyplácení dávky (například dávky zdravotní péče již nejsou časově omezené, ale jsou vypláceny, dokud nedojde ke změně stavu).
Větší flexibilita
Novelizace reaguje na vývoj a aktuální problémy v sociální oblasti. Jedním z jejích témat je například demografický problém stárnoucí populace. Sociální dávky pro ekonomicky neaktivní seniory jsou financovány prostřednictvím odvodů ekonomicky aktivní části populace. Vzhledem ke strmému nárůstu ekonomicky neaktivních seniorů vzniká nepoměr mezi oběma skupinami, a ubývá tak financí na sociální dávky. Revidovaný zákoník proto nabízí možnost odkladu odchodu do důchodu nebo práce na zkrácený úvazek i v důchodovém věku (část V).
Neutrální přístup v genderových záležitostech
Další reakcí na společenský vývoj je snaha zajistit rovný přístup k ženám a mužům. Tato změna se týká například té části původního Zákoníku, která vymezuje typického příjemce dávky (XI). Jako živitel rodiny je zde chápán muž a dávky jsou koncipovány pro něj a jeho rodinu, jež zahrnuje manželku a děti. Novelizace reformuluje příslušné pasáže a mění výraz „muž“ za „osoba“. Navíc nechápe jako příjemce dávky jenom rodinu, ale i samostatnou osobu, čímž zohledňuje zvyšující se počet jednočlenných domácností.